# Cryptomeigenia elegans
Cryptomeigenia elegans là một loài ruồi trong họ Tachinidae.